# Brasão de Estrela (Rio Grande do Sul)

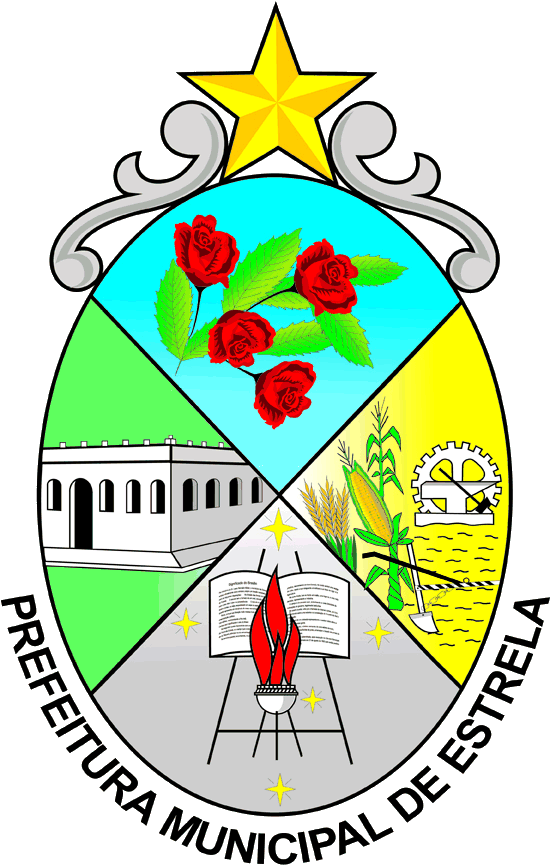
Brasão de Estrela

O Brasão de Estrela é um símbolo de Estrela, município do estado do Rio Grande do Sul, Brasil.
O brasão foi adotado oficialmente pelo município por iniciativa do Sr. Lauro Reinaldo Müller. Sendo ele caracterizado com as seguintes disposições:
- O escudo tem o formato de um oval, sendo um escudo de princesa, com o seu eixo maior na perpendicular, e é dividido em quatro quartéis, ou seja, esquartelado em aspa ou santor:
  - O primeiro quartel apresenta um ramalhete de rosas vermelhas em campo azul.
    - Rosa, porque sua floração mais intensa é em maio, mês da emancipação política do município.
    - Vermelhas, representando a fé cristã.
    - Campo azul significando o céu do Brasil.

  - No segundo quartel deparamos com uma casa colonial, antiga sede da Fazenda Estrela, e o campo que a cerca é verde, lembrando a água do rio Taquari, principal via de comunicação no início do da colonização.
  - No terceiro quartel, encontramos, no primeiro plano, um arado primitivo, descansando em terra lavrada. No fundo central uma espiga de milho, tendo a sua retaguarda um milharal e um feixe de trigo: é a Agricultura, inda presente no município.
    - Na parte direita, tem no fundo um malho, uma bigorna, e uma roda dentada, representando a Indústria.
    - O campo é de amarelo ouro, simbolizando a felicidade do povo às instituições do governo, legalmente instituídas.

  - No quarto quartel, uma pira inflamada de chamas rubras, um livro descansando sobre uma estante e a constelação do Cruzeiro do Sul é a Educação.
    - O campo de cor prateada representando o caráter nobre altivo e pacífico do povo estrelense.
- Sobre o escudo, o timbro, composto de uma estrela de ouro, encasteada em dois florões de prata, arremata o brasão de armas do município de Estrela.

Esse escudo foi determinado, após resolução da Câmara Municipal de Vereadores: Pela Lei Municipal nº 243, assinada em 21 de agosto de 1953 pelo então prefeito Adão Henrique Fett.